# Oreotlos angulatus
Oreotlos angulatus är en kräftdjursart som först beskrevs av M. J. Rathbun 1906.  Oreotlos angulatus ingår i släktet Oreotlos och familjen Leucosiidae. Inga underarter finns listade i Catalogue of Life.